# أندريه فراي
أندريه فراي (7 نوفمبر 1919 فرنسا - 18 ديسمبر 2002 نيس فرنسا) هو لاعب كرة قدم فرنسي سابق كان يلعب كمدافع.